# František Vajnar
František Vajnar, född den 15 september 1930 i Strašice nära Rokycany, död den 9 december 2012 i Prag, var en tjeckisk violinist och dirigent. Han studerade violinspel för Karel Sneberger och dirigering för Alois Klima vid Prags musikkonservatorium. 
Han var först dirigent för operaorkestrarna i Ostrava och Ústí nad Labem. År 1974 utnämndes han till dirigent vid Nationalteatern i Prag, och 1979 blev han chefsdirigent för Tjeckiska radiosymfonin. Åren 1981-83 tjänstgjorde han även som kapellmästare för Örebro kammar- och symfoniorkester, nuvarande Svenska Kammarorkestern. 1982 blev han dirigent för Tjeckiska filharmonin, och 1987-90 var han åter chefsdirigent för Nationalteatern i Prag, senare Prags statsopera. Från 1991 till 2001 var han chefsdirigent för filharmonin i Hradec Králové. Dessutom var han konstnärlig ledare för Collegium Musicum Pragense från 1968 till 1993.
Vajnar undervisade från 1974 till 1975 på Prags konservatorium och från 1975 undervisade han i dirigering vid Musikhögskolan.
Vajnar har gjort mer än 100 inspelningar för skivbolag såsom Supraphon, Panton, EMI, Bluebell och Naxos.